# Nokere Koerse 1979
La Nokere Koerse 1979, trentaquattresima edizione della corsa, si svolse il 14 marzo per un percorso con partenza ed arrivo a Nokere. Fu vinta dal belga Hendrik Devos della squadra Flandria-Ça va seul-Sunair davanti ai connazionali William Tackaert e  Tony Houbrechts.

## Ordine d'arrivo (Top 10)
| Pos. | Corridore          | Squadra                    | Tempo |
| ---- | ------------------ | -------------------------- | ----- |
| 1    | Hendrik Devos      | Flandria-Ça va seul-Sunair |       |
| 2    | William Tackaert   | Daf Trucks-Aida            |       |
| 3    | Tony Houbrechts    | Safir-St.Louis-Ludo        |       |
| 4    | Joseph Borguet     | Kas-Campagnolo             |       |
| 5    | Christian Dumont   | Splendor-Euro Soap         |       |
| 6    | Benny Schepmans    | Safir-St.Louis-Ludo        |       |
| 7    | Claude Criquielion | Kas-Campagnolo             |       |
| 8    | Roger Rosiers      | La Redoute-Motobecane      |       |
| 9    | Andre Gevers       | TI-Raleigh-McGregor        |       |
| 10   | Leo Van Thielen    | Safir-St.Louis-Ludo        |       |